# Lombardia Trophy
Lombardia Trophy é uma competição internacional de patinação artística no gelo de níveis sênior, júnior e noviço, sediado na cidade de Sesto San Giovanni, Itália. A competição é disputada anualmente, e teve sua primeira edição disputada em 2009. Em alguns anos faz parte do calendário do Challenger Series.

## Edições
| Ano  | Edição | Cidade sede        | Sênior | Sênior | Sênior | Sênior | Júnior | Júnior | Júnior | Júnior | Noviço | Noviço | Ref         |
| Ano  | Edição | Cidade sede        | M      | F      | P      | D      | M      | F      | P      | D      | M      | F      | Ref         |
| ---- | ------ | ------------------ | ------ | ------ | ------ | ------ | ------ | ------ | ------ | ------ | ------ | ------ | ----------- |
| 2008 | 1.ª    | Sesto San Giovanni | —      | —      | —      | —      | —      | —      | —      | —      | —      | —      |             |
| 2009 | 2.ª    | Sesto San Giovanni | —      | —      | —      | —      | —      | —      | —      | —      | —      | —      | [ 1 ]       |
| 2010 | 3.ª    | Sesto San Giovanni | —      | —      | —      | —      | —      | —      | —      | —      | —      | —      | [ 2 ]       |
| 2011 | 4.ª    | Sesto San Giovanni | —      | —      | —      | —      | —      | —      | —      | —      | —      | —      | [ 3 ]       |
| 2012 | 5.ª    | Sesto San Giovanni | —      | —      | —      | —      | —      | —      | —      | —      | —      | —      | [ 3 ]       |
| 2013 | 6.ª    | Sesto San Giovanni | •      | •      | •      | –      | •      | •      | •      | –      | •      | •      | [ 4 ]       |
| 2014 | 7.ª    | Sesto San Giovanni | •      | •      | •      | –      | •      | •      | •      | –      | •      | •      | [ 5 ] [ 6 ] |
| 2015 | 8.ª    | Sesto San Giovanni | •      | •      | •      | •      | •      | •      | –      | –      | •      | •      | [ 7 ]       |
| 2016 | 9.ª    | Bérgamo            | •      | •      | •      | •      | •      | •      | •      | –      | –      | –      | [ 8 ] [ 9 ] |
| 2017 | 10.ª   | Bérgamo            | •      | •      | •      | •      | –      | –      | –      | –      | –      | –      | [ 10 ]      |
| 2018 | 11.ª   | Bérgamo            | •      | •      | •      | •      | –      | –      | –      | –      | –      | –      | [ 11 ]      |

Legenda
- Parte do Challenger Series ISU
- –  Evento não disputado neste ano
- –  Informações desconhecidas

## Lista de medalhistas

### Sênior

#### Individual masculino
| Evento                             | Ouro                              | Prata                             | Bronze                          | Ref    |
| Sesto San Giovanni 2013 (detalhes) | Alexander Majorov · Suécia        | Christopher Caluza · Filipinas    | Abzal Rakimgaliev · Cazaquistão | [ 12 ] |
| Sesto San Giovanni 2014 (detalhes) | Richard Dornbush · Estados Unidos | Takahito Mura · Japão             | Adian Pitkeev · Rússia          | [ 13 ] |
| Sesto San Giovanni 2015 (detalhes) | Chafik Besseghier · França        | Michal Březina · República Tcheca | Kevin Aymoz · França            | [ 14 ] |
| Bérgamo 2016 (detalhes)            | Shoma Uno · Japão                 | Jason Brown · Estados Unidos      | Max Aaron · Estados Unidos      | [ 15 ] |
| Bérgamo 2017 (detalhes)            | Shoma Uno · Japão                 | Jason Brown · Estados Unidos      | Brendan Kerry · Austrália       | [ 16 ] |
| Bérgamo 2018 (detalhes)            | Shoma Uno · Japão                 | Dmitri Aliev · Rússia             | Andrei Lazukin · Rússia         | [ 17 ] |

#### Individual feminino
| Evento                             | Ouro                            | Prata                          | Bronze                        | Ref    |
| Sesto San Giovanni 2013 (detalhes) | Valentina Marchei · Itália      | Sarah Hecken · Alemanha        | Anais Ventard · França        | [ 18 ] |
| Sesto San Giovanni 2014 (detalhes) | Satoko Miyahara · Japão         | Hannah Miller · Estados Unidos | Angela Wang · Estados Unidos  | [ 19 ] |
| Sesto San Giovanni 2015 (detalhes) | Roberta Rodeghiero · Itália     | Joshi Helgesson · Suécia       | Miyu Nakashio · Japão         | [ 20 ] |
| Bérgamo 2016 (detalhes)            | Wakaba Higuchi · Japão          | Kim Na-hyun · Coreia do Sul    | Mirai Nagasu · Estados Unidos | [ 21 ] |
| Bérgamo 2017 (detalhes)            | Alina Zagitova · Rússia         | Wakaba Higuchi · Japão         | Carolina Kostner · Itália     | [ 22 ] |
| Bérgamo 2018 (detalhes)            | Elizaveta Tuktamysheva · Rússia | Sofia Samodurova · Rússia      | Mako Yamashita · Japão        | [ 23 ] |

#### Duplas
| Evento                             | Ouro                                            | Prata                                            | Bronze                                        | Ref    |
| Sesto San Giovanni 2013 (detalhes) | Stefania Berton · Ondřej Hotárek · Itália       | Anastasia Martiusheva · Alexei Rogonov · Rússia  | Katarina Gerboldt · Alexander Enbert · Rússia | [ 24 ] |
| Sesto San Giovanni 2014 (detalhes) | Haven Denney · Brandon Frazier · Estados Unidos | Bianca Manacorda · Niccolo Macii · Itália        | Vera Bazarova · Andrei Deputat · Rússia       | [ 25 ] |
| Sesto San Giovanni 2015 (detalhes) | Valentina Marchei · Ondřej Hotárek · Itália     | Goda Butkute · Nikita Ermolaev · Lituânia        | Camille Mendoza · Pavel Kovalev · França      | [ 26 ] |
| Bérgamo 2016 (detalhes)            | Nicole Della Monica · Matteo Guarise · Itália   | Valentina Marchei · Ondřej Hotárek · Itália      | Rebecca Ghilardi · Filippo Ambrosini · Itália | [ 27 ] |
| Bérgamo 2017 (detalhes)            | Natalia Zabiiako · Alexander Enbert · Rússia    | Nicole Della Monica · Matteo Guarise · Itália    | Valentina Marchei · Ondřej Hotárek · Itália   | [ 28 ] |
| Bérgamo 2018 (detalhes)            | Natalia Zabiiako · Alexander Enbert · Rússia    | Aleksandra Boikova · Dmitrii Kozlovskii · Rússia | Nicole Della Monica · Matteo Guarise · Itália | [ 29 ] |

#### Dança no gelo
| Evento                             | Ouro                                      | Prata                                             | Bronze                                         | Ref    |
| Sesto San Giovanni 2015 (detalhes) | Anna Cappellini · Luca Lanotte · Itália   | Charlène Guignard · Marco Fabbri · Itália         | Misato Komatsubara · Andrew Fabbri · Itália    | [ 30 ] |
| Bérgamo 2016 (detalhes)            | Charlène Guignard · Marco Fabbri · Itália | Lilah Fear · Lewis Gibson · Reino Unido           | Cecilia Törn · Jussiville Partanen · Finlândia | [ 31 ] |
| Bérgamo 2017 (detalhes)            | Charlène Guignard · Marco Fabbri · Itália | Alla Loboda · Pavel Drozd · Rússia                | Oleksandra Nazarova · Maksym Nikitin · Ucrânia | [ 32 ] |
| Bérgamo 2018 (detalhes)            | Charlène Guignard · Marco Fabbri · Itália | Rachel Parsons · Michael Parsons · Estados Unidos | Sara Hurtado · Kirill Khaliavin · Espanha      | [ 33 ] |

### Júnior

#### Individual masculino júnior
| Evento                             | Ouro                                               | Prata                                              | Bronze                                             |
| Sesto San Giovanni 2013 (detalhes) | Kevin Aymoz · França                               | Alexander Bjelde · Alemanha                        | Matteo Rizzo · Itália                              |
| Sesto San Giovanni 2014 (detalhes) | Kevin Aymoz · França                               | Matteo Rizzo · Itália                              | Petr Kotlařík · República Tcheca                   |
| Sesto San Giovanni 2015 (detalhes) | Petr Kotlařík · República Tcheca                   | Illya Solomin · Suécia                             | Daniel Grassl · Itália                             |
| Bérgamo 2016 (detalhes)            | Roman Galay · Finlândia                            | Petr Kotlařík · República Tcheca                   | Adrien Bannister · Itália                          |
| 2017–2018                          | Não houve a disputa de individual masculino júnior | Não houve a disputa de individual masculino júnior | Não houve a disputa de individual masculino júnior |

#### Individual feminino júnior
| Evento                             | Ouro                                              | Prata                                             | Bronze                                            |
| Sesto San Giovanni 2013 (detalhes) | Nadjma Mahamoud · França                          | Kailani Craine · Austrália                        | Minami Hanashiro · Alemanha                       |
| Sesto San Giovanni 2014 (detalhes) | Kailani Craine · Austrália                        | Yoon Eun-su · Coreia do Sul                       | Micol Cristini · Itália                           |
| Sesto San Giovanni 2015 (detalhes) | Yun Sun-min · Coreia do Sul                       | Anastasia Schneider · Suécia                      | Shaline Ruegger · Suíça                           |
| Bérgamo 2016 (detalhes)            | Kim Boyoung · Coreia do Sul                       | Lee Min-young · Coreia do Sul                     | Lara Naki Gutmann · Itália                        |
| 2017–2018                          | Não houve a disputa de individual feminino júnior | Não houve a disputa de individual feminino júnior | Não houve a disputa de individual feminino júnior |

#### Duplas júnior
| Evento                             | Ouro                                            | Prata                                     | Bronze                                 |
| Sesto San Giovanni 2013 (detalhes) | Julia Linckh · Konrad Hocker-Scholler · Ucrânia | Katharina Lesser · Viktor Kremke · Itália | nenhum outro competidor                |
| Sesto San Giovanni 2014 (detalhes) | Renata Oganesian · Mark Bardei · Ucrânia        | Irma Caldara · Edoardo Caputo · Itália    | Eliza Smyth · Jordan Dodds · Austrália |
| 2015                               | Não houve a disputa de duplas júnior            | Não houve a disputa de duplas júnior      | Não houve a disputa de duplas júnior   |
| Bérgamo 2016 (detalhes)            | Giulia Foresti · Leo Luca Sforza · Itália       | Irma Caldara · Edoardo Caputo · Itália    | nenhum outro competidor                |
| 2017–2018                          | Não houve a disputa de duplas júnior            | Não houve a disputa de duplas júnior      | Não houve a disputa de duplas júnior   |

### Noviço

#### Individual masculino noviço
| Evento                             | Ouro                                               | Prata                                              | Bronze                                             |
| Sesto San Giovanni 2013 (detalhes) | Marco Bozzuto · Itália                             | Nikolaj Majorov · Suécia                           | Aleix Gabara · Espanha                             |
| Sesto San Giovanni 2014 (detalhes) | Gabriel Folkesson · Suécia                         | Tomas Llorens Guarino · Espanha                    | Daniel Grassl · Itália                             |
| Sesto San Giovanni 2015 (detalhes) | Park Sung-hoon · Coreia do Sul                     | Vasil Dimitrov · Bulgária                          | Gabriele Frangipani · Itália                       |
| 2016–2018                          | Não houve a disputa de individual masculino noviço | Não houve a disputa de individual masculino noviço | Não houve a disputa de individual masculino noviço |

#### Individual feminino noviço
| Evento                             | Ouro                                              | Prata                                             | Bronze                                            |
| Sesto San Giovanni 2013 (detalhes) | Rebecca Ghilardi · Itália                         | Lisa Barbieri · Itália                            | Annika Hocke · Alemanha                           |
| Sesto San Giovanni 2014 (detalhes) | Pauline Wanner · França                           | Shim Kyoung-yeon · Coreia do Sul                  | Noemie Carroue · França                           |
| Sesto San Giovanni 2015 (detalhes) | Kim Bo-young · Coreia do Sul                      | Aleksandra Felgin · Bulgária                      | Alessia Hagg · Suécia                             |
| 2016–2018                          | Não houve a disputa de individual feminino noviço | Não houve a disputa de individual feminino noviço | Não houve a disputa de individual feminino noviço |

### Noviço básico

#### Individual feminino noviço básico
| Evento                             | Ouro                                                     | Prata                                                    | Bronze                                                   |
| Sesto San Giovanni 2013 (detalhes) | Martina Elisa Rota · Itália                              | Alice Berga · Itália                                     | Noemi Arduca · Itália                                    |
| 2014–2018                          | Não houve a disputa do individual feminino noviço básico | Não houve a disputa do individual feminino noviço básico | Não houve a disputa do individual feminino noviço básico |